# Giovanni Brunelli
Giovanni Brunelli, italijanski rimskokatoliški duhovnik, škof in kardinal, * 23. junij 1795, Rim, † 21. februar 1861.

## Življenjepis
21. decembra 1817 je prejel duhovniško posvečenje. 23. maja 1845 je bil imenovan za naslovnega nadškofa Tesalonike; 25. maja istega leta je prejel škofovsko posvečenje.
13. aprila 1847 je postal apostolski delegat v Španiji in 1. septembra 1848 pa apostolski nuncij v Španiji. 15. marca 1852 je bil imenovan za kardinala in pectore. 7. marca 1853 je bil povzdignjen v kardinala in imenovan za kardinal-duhovnika S. Cecilia.
23. junija 1854 je bil imenovan za prefekta Kongregacije za študije. 18. septembra 1856 je bil imenovan za nadškofa (osebni naziv) škofije Osimo e Cingoli.